# Benito Urdanoz
Benito Urdanoz nascido em Ororbia (Navarra, Espanha) foi um ciclista navarro, que competiu entre os anos 1926 e 1930, durante os que conseguiu 5 vitórias.
Dedicava-se principalmente a correr provas de carácter local, chegando a ser Campeão Navarro nas edições de 1927 e 1928.

## Palmarés
- 1927
  - Urroz
  - Aoiz
  - Campeonato Navarro

- 1928
  - Campeonato Navarro
  - Alsasua

## Equipas
- Rochapea (1926)
- CD Ibarrea (1927)
- Clube Pamplonés (1928)
- Independente (1929-1930)